# Пахомий (епископ Ростовский)
Пахомий (ум. 1216) — епископ Ростовский и Ярославский Русской православной церкви в 1214—1216 гг. 
О его детстве и мирской жизни сведений практически не сохранилось, известно лишь, что с 1196 года он жил в Киево-Печерском монастыре (ныне Лавра) и там принял монашеский постриг с именем Пахомия.
В 1201 году отец Пахомий был назначен игуменом Петровского монастыря в городе Ростове и исполнял обязанности духовника великого князя Владимирского Константина Всеволодовича.
В декабре 1214 года Пахомий был хиротонисан в епископа Ростовского и Ярославского. В 1216 году Константин Всеволодович после липицкой победы над младшими братьями и утверждении во Владимире оставил своего семилетнего сына в Ростове на попечении епископа Пахомия, который был известен своей образованностью.
При Пахомии, около переправы через Которосль, был заложен знаменитый Спасо-Ярославский монастырь, заняв угловое положение в системе городских оборонительных сооружений. Монастырь долгое время был духовным, культурным и экономическим центром города Ярославля.

Епископ Пахомий скончался в 1216 году и был погребён в Ростовском Успенском соборе.
- Князь Константин Добрый посылает Пахомия к митрополиту Матфею
- Митрополит Матфей посвящает Пахомия в епископы Ростовские